# 사카이 다다아리
사카이 다다아리(일본어: 酒井忠徳, 1755년 11월 5일 ~ 1812년 10월 22일)는 일본 에도 시대의 다이묘로, 데와노쿠니 쇼나이번의 7대 번주이다. 관위는 종4위하, 사에몬노조(左衛門尉), 시종(侍従)이다.
호레키 5년(1755년) 10월 2일, 쇼나이 번의 6대 번주 사카이 다다아쓰의 맏아들로 태어났다. 메이와 3년(1766년) 12월에 종5위하에 서임되었고, 이듬해 아버지가 사망함에 따라 번주직을 계승하였다. 그러나 번 재정이 궁핍하였기 때문에, 에도에서 본국으로 돌아가는 경비조차 마련하지 못해 울었다는 에피소드가 있다. 그는 번 재정 재건을 목표로 하여 호상(豪商) 혼마 미쓰오카(本間光丘)를 등용하여 재정 개혁을 시행했다. 이 개혁은 절약을 주된 내용으로 하였고, 9만 냥의 빌린 돈 전액을 상환하고 오히려 1,480냥의 비축금을 쌓기에 이르렀다.
안에이 2년(1773년) 12월에 종4위에 서임되었다. 덴메이 3년(1783년), 덴메이 대기근이 발생했으나 쇼나이 번에서는 아사자가 발생하지 않았다. 그러나 간세이 연간부터 다시 번 재정이 악화되어 10만 냥의 빚이 생겼다. 이 때문에 다시 번의 통치 개혁을 시행하였고, 농촌 부흥과 문무의 장려에 힘썼다. 분카 2년(1805년)에는 번교인 지도칸(致道館)을 창설했다. 분카 2년 9월 25일, 맏아들 다다카타에게 번주직을 물려주고 은거하였으며, 분카 9년(1812년) 9월 18일에 58세로 사망하였다.
사망 이후, 다이쇼 연간에 종3위에 추증되었다.
| 전임 사카이 다다아쓰 | 제7대 쇼나이번 번주 1767년 ~ 1805년 | 후임 사카이 다다카타 |